# Surinamestraat (Amsterdam)
De Surinamestraat is een straat in Amsterdam-West. Het maakt deel uit van Stadsroute 106.
Ze is gelegen aan de zuidkant van een buurt waarin alle straatnamen verwijzen naar Suriname en de Nederlandse Antillen. De straat begint bij de brug de Overtoomse Sluis over de Kostverlorenvaart en eindigt op het Surinameplein. Zowel de straat als het plein kregen op 22 maart 1922 haar naam. De bebouwing bestaat uit twee in basis identieke bouwblokken met galerij en winkels aan beide zijden van het wegdek. Beide bouwblokken met hun respectievelijke overgang naar Kostverlorenkade (noordelijk blok) en Sloterkade zijn sinds 2013 gemeentelijk monument en in basis ook elkaars spiegelbeeld. De totale bebouwing heeft van bovenaf gezien de vorm van een kelk.
Bij de zuidkant is uitgegaan van het ontwerp van Jordanus Roodenburgh, gebouwd in een stijl die gerelateerd is aan de Amsterdamse School. Er is dan ook veel baksteen te zien, afgewisseld met natuursteen met daarin strak uitgevoerde rechthoekige raampartijen. Roodenburghs specifieke kenmerken, de (vijf-)hoekige poortjes/toegangen, zijn ook terug te vinden in bijvoorbeeld de galerijpoorten. Dit blok dateert van de periode eind jaren twintig conform een plattegrondschets uit 1926. Aan de noordzijde kon nog niet gebouwd worden op de geplande plaats. De toenmalige de brug Overtoomse Sluis uit 1924 lag noordelijker dan de huidige, hetgeen nog altijd terug te vinden in de afgesneden hoek Kostverlorenvaart en Overtoom. Er waren wel al plannen voor het vervangen van die brug, maar crisis en Tweede Wereldoorlog hielden de bouw tegen. In 1949 werd de nieuwe brug Overtoomse Sluis naar een ontwerp van Piet Kramer opgeleverd en werd voorzien van tramsporen die echter alleen werden gebruikt ter verkorting van de remiseritten naar de remise Havenstraat. De oude brug, die geen tramsporen had, kon afgebroken worden en de tijdelijke bebouwing aan de noordzijde verdween om plaats te maken voor het spiegelbeeld. Het is dan 1955/1956. De bouwstijl is aanmerkelijk versoberd en gemoderniseerd. De hoeveel baksteen is vrijwel gelijk, maar de vlakverdeling is veranderd. De galerijpoortjes zijn ook veel minder “moeilijk” uitgevoerd, meer richting nieuwe bouwen.

## Openbaar vervoer
Pas sinds 17 oktober 1971 rijdt er een tramlijn door de straat, tram 1. Van 1993-1996 en van 22 juli 2018 tot 17 maart 2020 reed ook tram 11 hier. Wel reden er bussen van Maarse & Kroon, Enhabo en de NS-busdienst door de straat.

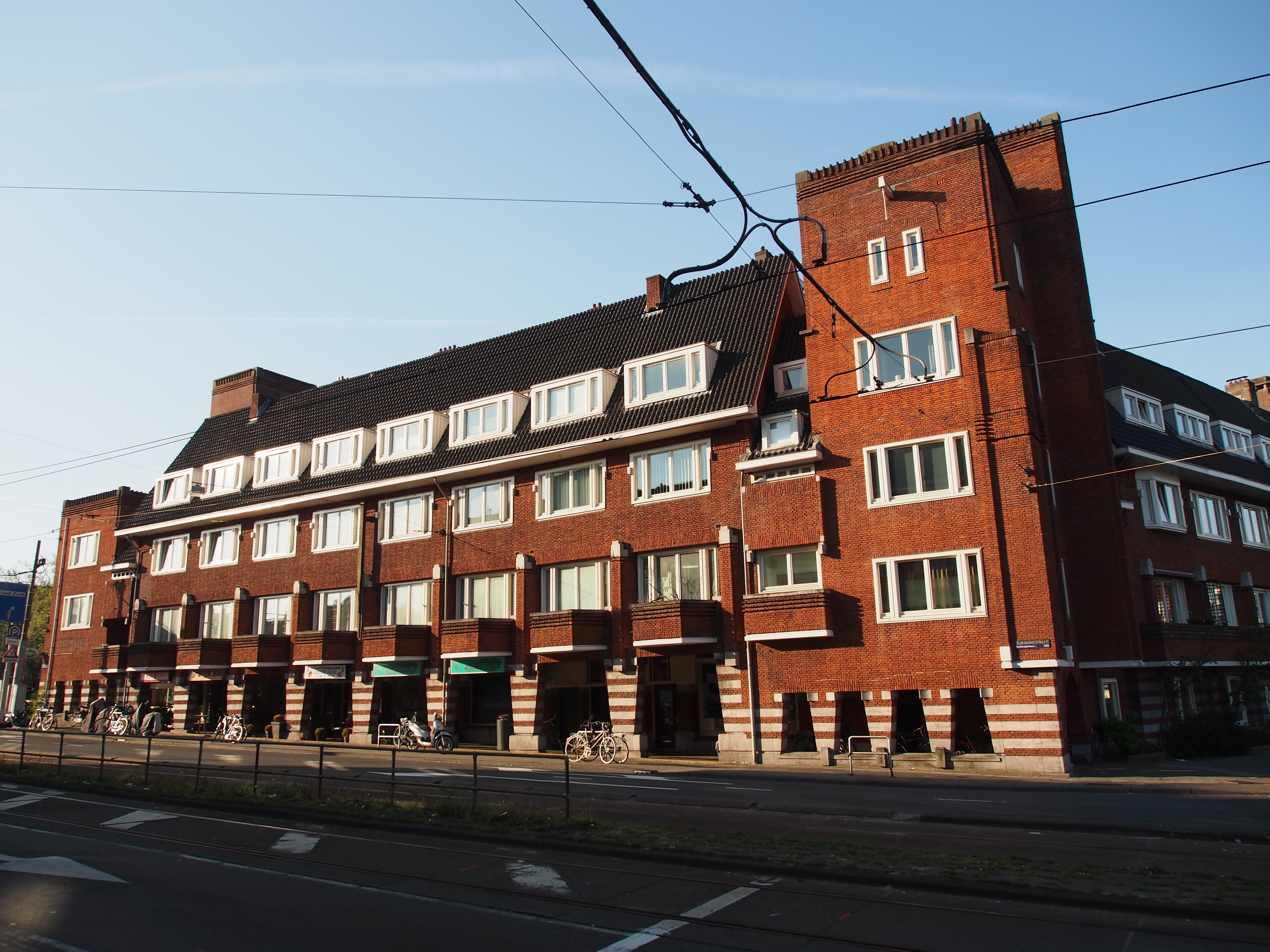
Zuidgevelwand uit 1929
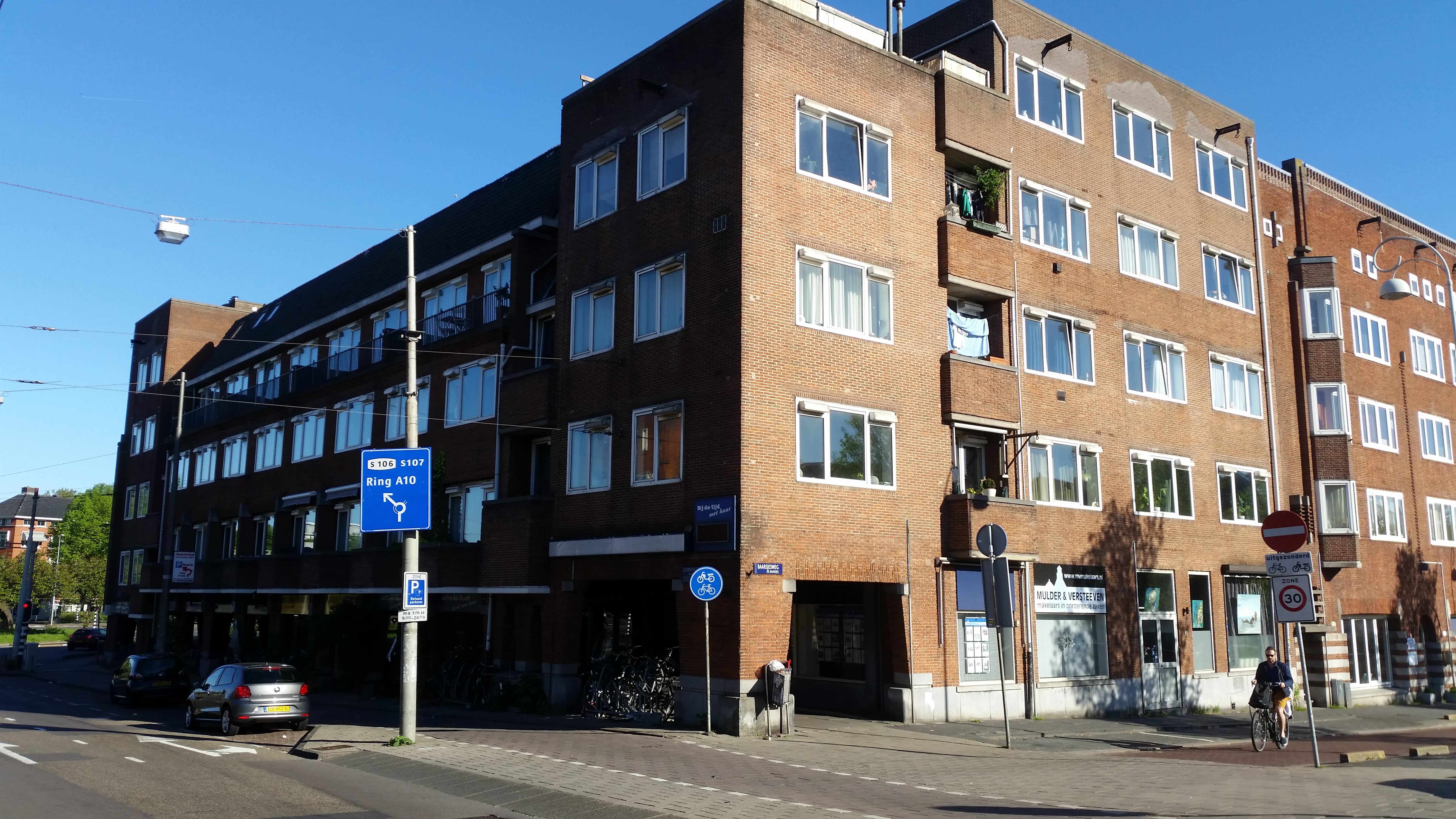
Noordgevelwand uit 1955/1956
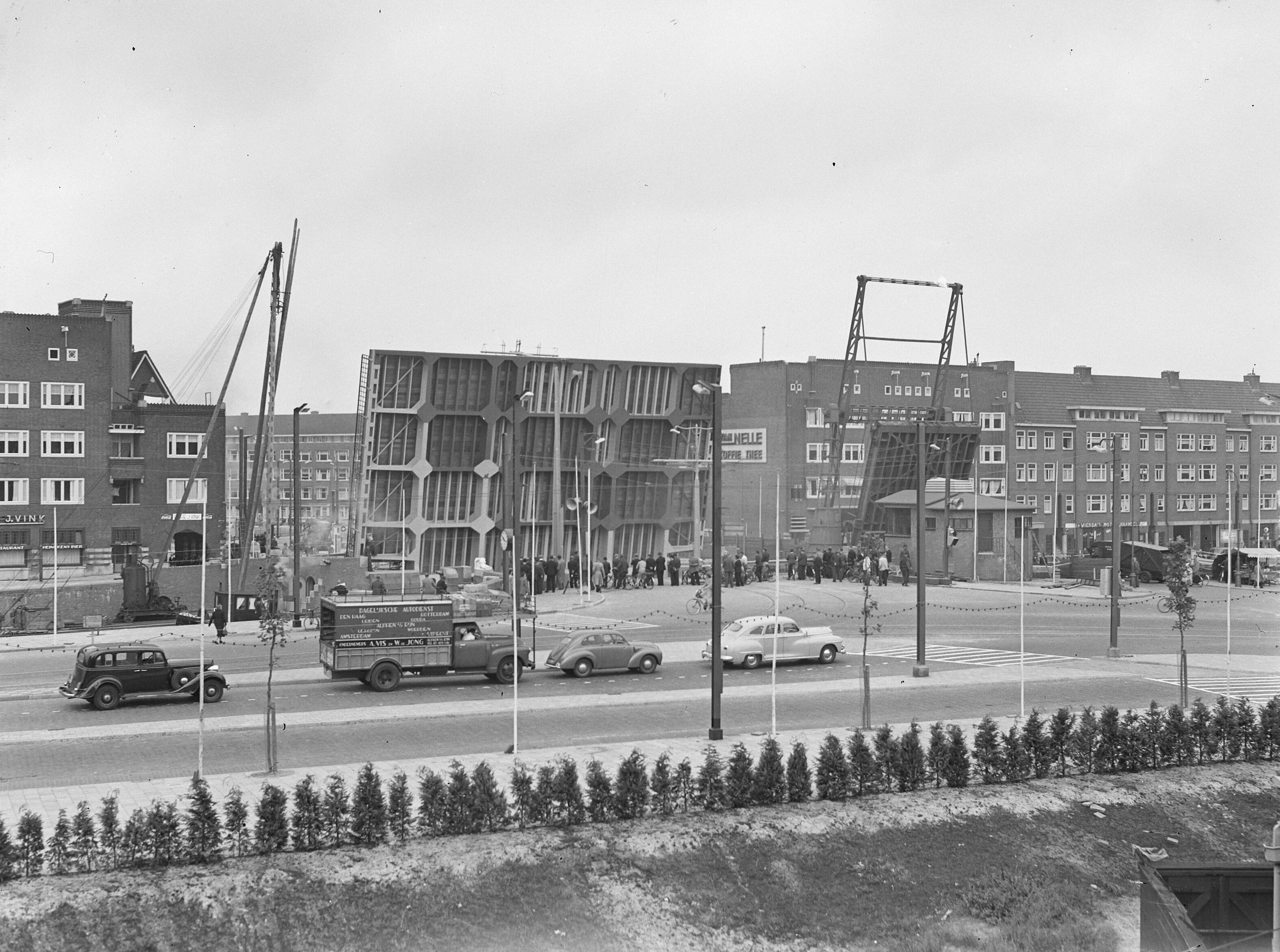
Zuidwand en geen noordwand in 1949